# Плоское (Белозерский район)
Плоское — деревня в Белозерском районе Вологодской области.
Входит в состав Визьменского сельского поселения, с точки зрения административно-территориального деления — в Георгиевский сельсовет.
Расстояние до районного центра Белозерска по автодороге — 91,5 км, до центра муниципального образования деревни Климшин Бор  по прямой — 23 км. Ближайшие населённые пункты — Георгиевское, Ивановское, Панево.
По переписи 2002 года население — 3 человека.